# Caryospora jararacae
Caryospora jararacae – gatunek pasożytniczych pierwotniaków należący do rodziny Eimeriidae z podtypu Apicomplexa, które kiedyś były klasyfikowane jako protista. Występuje jako pasożyt węży. C. jararacae cechuje się tym iż oocysta zawiera 1 sporocystę. Z kolei każda sporocysta zawiera 8 sporozoitów.
Obecność tego pasożyta stwierdzono u żararaki (Bothrops jararaca) i żararaki lancetowatej (Bothrops atrox) należących do rodziny żmijowatych (Viperidae).
Występuje na terenie Brazylii w Ameryce Południowej.

## Sporulowana oocysta
Jest kształtu sferoidalnego lub lekko jajowatego, posiada bezbarwną ścianę o grubości 0,7 μm. Oocysta posiada następujące rozmiary: długość 12,5 – 14,4 μm, szerokość 12,5 – 14,4 μm. Brak mikropyli oraz wieczka biegunowego. Występuje pojedyncze ciałko biegunowe o wymiarach 1,2 × 1,0 μm, które  zwykle przylega do wewnętrznej strony otoczki oocysty.

## Sporulowana sporocysta i sporozoity
Sporocysty kształtu owoidalnego o długości 8,7 – 11,2 μm, szerokości 7,5 – 8,7 μm. Występuje ciałko Stieda oraz substieda body (SBB). Brak parastieda body (PSB). Występuje ciałko resztkowe sporocysty w postaci około 20 ziarnistości umieszczonych pomiędzy sporozoitami.